# Bastarz
Bastarz (coréen : 바스타즈 ; stylisé BASTARZ) est un groupe de K-pop sud-coréen, originaire de Séoul. Il est la première sous-unité officielle du boys band Block B. Formée en avril 2015, la sous-unité se compose de trois membres : les deux danseurs principaux de Block B, B-Bomb et U-Kwon, et le rappeur P.O. La sous-unité sort son premier mini-album Conduct Zero le 14 avril 2015, et sort son deuxième mini-album Welcome 2 Bastarz, le 31 octobre 2016.

## Biographie
Bien que les membres de Bastarz aient initialement dit qu'ils avaient été choisis au hasard parmi les membres de Block B, ils ont plus tard déclaré que le PDG de Seven Seasons les avait choisis pour former la sous-unité.
Les 5 et 6 avril 2015, Block B annonce par le biais de photo teaser solo que P.O, U-Kwon et B-Bomb formeraient Bastarz. Bien qu'il ne fasse pas partie de la sous-unité, Zico a confirmé qu'il avait produit la première chanson-titre de Bastarz,. L'album de la sous-unité est sorti le 13 avril 2015, en même temps que le vidéoclip de la chanson principale Conduct Zero. L'album a débuté à la 3e place du Gaon Album Chart, avec les singles Conduct Zero, Charlie Chaplin, Thief, Nobody but You et Sue Me se trouvant respectivement à la 6e, 24e, 63e, 65e et 76e place du Gaon Digital Chart. 
Conduct Zero est nommé pour cinq récompenses en 2015, dont deux MAMAs, deux Seoul Music Awards et un MelOn Music Award. En octobre 2015, Bastarz fait ses débuts japonais avec la sortie de l'album single Hinko Zero, qui atteint la 20e place de l'Oricon Chart.
L'année suivante, Bastarz effectue sa deuxième sortie coréenne. Le single principal, Selfish and Beautiful Girl, composé par P.O, est sorti le 24 octobre 2016. Le single Make It Rain, composé par Dean, est sorti le 31 octobre, en même temps que l'EP Welcome 2 Bastarz, qui a débuté à la 6e place du Gaon Album Chart. La semaine d'après, la sous-unité a sorti une vidéo surprise pour la chanson That's Right, où l'on voit les membres se filmer entre eux lors de leurs voyages.
P.O reçoit des crédits d'écriture pour les cinq chansons de Welcome 2 Bastarz et des crédits de composition pour Selfish and Beautiful Girl, That's Right et The Hidden Girl, tandis que B-Bomb a reçu des crédits d'écriture et de composition pour le morceau "Tightly". Le 1er mars 2017, le Korea Times Music Festival annonce sur leur page Facebook que Bastarz se produirait au festival, qui a lieu à l'Hollywood Bowl chaque année.

## Discographie

### Albums studio
| Titre                                                                                 | Détails                                                                                               | Meilleure position | Meilleure position | Ventes       |
| Titre                                                                                 | Détails                                                                                               | JPN Oricon         | JPN                | Ventes       |
| ------------------------------------------------------------------------------------- | --- | ------------------ | ------------------ | ------------ |
| Japonais                                                                              | |                    |                    |              |
| Hinko Zero                                                                            | - Date de sortie : 7 octobre 2015 - Label : Seven Seasons, King Records - Format : CD, téléchargement | 20                 | 84                 | - JPN: 4 126 |
| "—" signifie que le morceau ne s'est pas classé ou n'est pas sorti dans cette région. | |                    |                    |              |

### EP
| Titre             | Détails | Meilleure position | Meilleure position | Ventes        |
| Titre             | Détails | COR                | US World           | Ventes        |
| ----------------- | --- | ------------------ | ------------------ | ------------- |
| Coréen            | |                    |                    |               |
| Conduct Zero      | - Date de sortie: 14 avril 2015 - Label: Seven Seasons, CJ E&M Music and Live - Format: CD, téléchargement   | 3                  | 11                 | - COR: 33,766 |
| Welcome 2 Bastarz | - Date de sortie: 31 octobre 2016 - Label: Seven Seasons, CJ E&M Music and Live - Format: CD, téléchargement | 6                  | —                  | - COR: 20 946 |

### Singles promotionnels
| Titre                                    | Année | Meilleure position | Ventes               | Album             |
| Titre                                    | Année | COR                | Ventes               | Album             |
| ---------------------------------------- | ----- | ------------------ | -------------------- | ----------------- |
| Conduct Zero (품행제로)                  | 2015  | 6                  | - COR (DL) : 637 697 | Conduct Zero      |
| Selfish and Beautiful Girl (이기적인 걸) | 2016  | 16                 | - COR (DL) : 77 137  | Welcome 2 Bastarz |
| Make It Rain                             | 2016  | 52                 | - COR (DL) : 43 326  | Welcome 2 Bastarz |
| That's Right                             | 2016  | —                  | - COR (DL) : 17 301  | Welcome 2 Bastarz |

### Autres chansons classées
| Titre                              | Année | Meilleure position | Ventes              | Album             |
| Titre                              | Année | COR                | Ventes              | Album             |
| ---------------------------------- | ----- | ------------------ | ------------------- | ----------------- |
| Charlie Chaplin (찰리채플린)       | 2015  | 24                 | - COR (DL) : 85 523 | Conduct Zero      |
| Thief (도둑)                       | 2015  | 63                 | - COR (DL) : 29 517 | Conduct Zero      |
| Nobody but You                     | 2015  | 65                 | - COR (DL) : 29 069 | Conduct Zero      |
| Sue Me (배째)                      | 2015  | 76                 | - COR (DL) : 26 800 | Conduct Zero      |
| Tightly (타이트하게)               | 2016  | —                  | - COR (DL) : 20 226 | Welcome 2 Bastarz |
| "The Hidden Girl" (숨은 그림 찾기) | 2016  | —                  | - COR (DL) : 16 733 | Welcome 2 Bastarz |

## Clips
| Année | Titre                      | Album              | Réf.       |
| ----- | -------------------------- | ------------------ | ---------- |
| 2015  | Conduct Zero               | Conduct Zero       | lien vidéo |
| 2015  | Hinko Zero                 | Hinko Zero         | lien vidéo |
| 2016  | Selfish and Beautiful Girl | Welcome to Bastarz | lien vidéo |
| 2016  | Make It Rain               | Welcome to Bastarz | lien vidéo |
| 2016  | That's Right               | Welcome to Bastarz | lien vidéo |

## Récompenses et nominations
| Année | Cérémonie               | Catégorie                        | Travail nommé    | Résultat   |
| ----- | ----------------------- | -------------------------------- | ---------------- | ---------- |
| 2015  | MelOn Music Awards      | Danse                            | Zero for Conduct | Nomination |
| 2015  | Mnet Asian Music Awards | Meilleure collaboration et unité | Zero for Conduct | Nomination |
| 2015  | Mnet Asian Music Awards | Chanson de l'année               | Zero for Conduct | Nomination |
| 2015  | 25e Seoul Music Awards  | Prix Bonsang                     | Zero for Conduct | Nomination |
| 2015  | 25e Seoul Music Awards  | Prix de popularité               | Zero for Conduct | Nomination |